# Ernesto Dorneles
Ernesto Dornelles (São Borja, 20 de setembro de 1897 — Rio de Janeiro, 30 de julho de 1964) foi um militar e político brasileiro, governador do estado do Rio Grande do Sul em duas ocasiões, senador da República e ministro da Agricultura. Era primo do ex-presidente Getúlio Vargas e tio do ex-ministro e ex-vice-governador do Rio de Janeiro, Francisco Dornelles.

## Biografia
Filho do general Ernesto Francisco Dornelles, seguiu a tradição familiar sendo enviado ao Colégio Militar de Porto Alegre. Ingressou no Exército em 1918, cursando a Escola Militar do Realengo. Foi depois integrado ao Regimento de Cavalaria Divisionária, sendo depois transferido ao Regimento de Cavalaria Independente em São Borja.
Ao estourar a Revolução Federalista deu combate aos revolucionários. Fez parte das tropas legalistas durante a revolta de tenentes de 1924, no Rio Grande do Sul, combatendo o movimento que daria origem à Coluna Prestes. Em 1925 retornou ao Rio de Janeiro, onde cursou a Escola de Cavalaria e depois Escola do Estado Maior do Exército.
Participou, posteriormente, da Revolução de 1930, que levou Getúlio Vargas, seu primo, à presidência da República. Passou a servir em Minas Gerais, ligado ao gabinete do secretário de Interior do estado, chegando a chefe de polícia, cargo que exerceu entre 1936 e 1942. Em 1937 foi escolhido pelo então Governador de Minas Gerais, Benedito Valadares para o cargo de presidente do Minas Tênis Clube. Cargo que exerceu até 1942. Seria, então, transferido para o gabinete de Eurico Dutra, então ministro da Guerra.
Em 1943, durante o Estado Novo, major, foi indicado interventor no seu estado natal. Quando da queda de Getúlio, dois anos depois, foi substituído na interventoria. Dornelles foi um dos responsáveis pela formação do Partido Social Democrático no Rio Grande do Sul, sendo eleito senador pelo estado para a Assembleia Nacional Constituinte, realizado ainda em 1945. Em 1946 foi promovido a coronel.
Em 1949 Dornelles passa para a reserva e, com a crescente oposição a Vargas no PSD gaúcho, ingressa numa cisão getulista do PSD, chamada PSD-A ("Autonomista"). Nas eleições majoritárias de 1950 aceitou o convite de seu primo para uma "dobradinha" Vargas presidente e Dornelles governador. Ambos foram eleitos, e Dorneles acabou por ingressar no Partido Trabalhista Brasileiro, juntamente com o PSD-A.
Um ano após o fim de seu mandato como governador, Dornelles foi convidado a fazer parte do Governo Juscelino Kubitschek, como Ministro da Agricultura, tomando posse em 31 de janeiro de 1956. Alguns meses depois, seria substituído no cargo, sendo transferido para a recém-criada Companhia Urbanizadora da Nova Capital, encarregada da construção de Brasília, como membro do conselho administrativo.
Em agosto de 1962 Dorneles tornou-se conselheiro do Banco Nacional de Desenvolvimento Econômico e Social, cargo que ocupou até a morte, dois anos depois.